# جوفان مياتوفيتش
جوفان مياتوفيتش (بالصربية: Јован Мијатовић)‏ هو لاعب كرة قدم صربي في مركز الهجوم، ولد في 11 يوليو 2005 في بلغراد في صربيا.